# Ganggrab von Linden-Pahlkrug
Das Ganggrab von Linden-Pahlkrug ist eines der Ganggräber in Schleswig-Holstein und liegt in der Südgruppe (Holsteiner Kammer), heute liegt es nördlich der Landstraße Heide-Pahlen zwischen der Umgehung von  Linden und den ersten Häusern von Pahlkrug in Dithmarschen in Schleswig-Holstein. Das Ganggrab ist ein Beispiel für die  Trichterbecherkultur  der Nordischen Megalitharchitektur und wurde 1879 entdeckt. Es ist die letzte einer Reihe von mindestens neun Anlagen, die hier zwischen 3500 und 2800 v. Chr. entstanden und heute verschwunden sind. Das Ganggrab ist eine Bauform jungsteinzeitlicher Megalithanlagen, die aus einer Kammer und einem baulich abgesetzten, lateralen Gang besteht. Diese Form ist primär in Dänemark, Deutschland und Skandinavien, sowie vereinzelt in Frankreich und den Niederlanden zu finden.
Der Besitzer fand damals einen Steindolch, ein Bronzestück und einen Schleifstein, die heute verschollen sind, und zwei bronzezeitliche Urnen von Nachbestattungen, die sich im Landesmuseum Schleswig befinden. Über eine Nachuntersuchung des Meldorfer Museums von 1882 gibt es keine Berichte. Damals wurden wahrscheinlich Scherben steinzeitlicher Gefäße gefunden. Sicher ist, dass die Kammer des Ganggrabes mit völlig erhaltenem Trockenmauerwerk und verschlossenem Gang unbeschädigt war. Auch die Steineinfassung des runden Grabhügels war noch vorhanden.
Der Wiederherstellung von 1980 ging eine Nachuntersuchung des Heider Museums voraus. Es wurden einige Scherben von Tongefäßen gefunden, ferner ein Rest des Kammerbodens und die Standspur eines der Steine der Hügeleinfassung.